# 中国国际青年足球四国邀请赛
中國國際青年足球邀請賽，是中國足協為著重提高中國青少年足球實力，進而提高中國足球實力整體水平而舉辦的一項體育賽事。该项赛事主要是为了备战亞足聯U-20亞洲盃而进行的热身赛。参赛主体为中国国家青年足球队。
由于中国的青少年足球成绩下滑，自2005年以后多次无缘国际大赛，因此中國足協每年都會邀請一些國家的青少年球隊來中國參賽，通过与世界高水平足球国家队的较量，来提高中国青少年足球实力水平。一般情况下邀请的队伍数量为4支，因此又被称作四国邀请赛。

## 歷屆成績
| 年份   | 赛事名称                          | 舉行地點   | 參加隊數 | 冠軍   | 亞軍     | 季軍 | 殿軍     |
| ------ | --------------------------------- | ---------- | -------- | ------ | -------- | ---- | -------- |
| 2012年 | 第一届北京现代國際青年足球邀請賽  | 秦皇島     | 4        | 法國   | 墨西哥   | 中國 |          |
| 2013年 | 第二届北京现代國際青年足球邀請賽  | 秦皇島     | 4        | 墨西哥 |          | 中國 |          |
| 2014年 | 第三届北京现代國際青年足球邀請賽  | 西安       | 4        | 中國   | 墨西哥   | 伊朗 | 马来西亚 |
| 2015年 | 第四届中国国际青年足球四国邀请赛  | 青岛       | 4        |        | 中國     | 日本 | 叙利亚   |
| 2016年 | 第五届中国国际青年足球四国邀请赛  | 曲靖       | 4        | 墨西哥 | 伊朗     | 中國 |          |
| 2017年 | 第六届中国国际青年足球四国邀请赛  | 曲靖       | 4        | 墨西哥 | 中國     | 阿曼 |          |
| 2018年 | 第七届中国国际青年足球四国邀请赛  | 曲靖       | 4        |        | 中國     |      | 緬甸     |
| 2019年 | 2019CFA中国之队合肥蚌埠国际足球赛 | 合肥、蚌埠 | 2        | 中國   | 巴勒斯坦 |      |          |
| 2024年 | 2024CFA中国之队渭南国际足球邀请赛 | 渭南       | 4        | 中國   |          |      | 越南     |